# Радион Йосифов
Радион Йосифов е деец на българското националноосвободително движение, а след Освобождението народен представител във II ВНС (1881), IV ОНС (1884 – 1886), VI ОНС (1890 – 1892) и IV ВНС (1893).

## Биография
Роден е на 13 декември 1853 г. в Ново село, днес квартал на град Априлци. 6-годишен го изпращат при леля му в Севлиево, където учи четири години занаят (терзийство). След това учи в Свищов до 2-ри клас (днес 6-и клас). В края на 1869 г. заминава за Румъния. Учи румънски и се занимава с търговия, самостоятелно или в съдружие, държи и кръчма, за която в спомените си отбелязва, че са идвали участници в различни чети.
Завръща се в родното си село през 1876 г. и участва в Новоселското въстание. След разгрома му се укрива до Руско-турската война, в която взима участие като преводач на настанените в Ново село руски части, организира въоръжената охрана на Русалийския проход, събира сведения за движението на турската армия отвъд Балкана.
След Освобождението се занимава с търговия, кръчмарство и бакалство. От 1892 г. живее в Ловеч. От 1 април 1889 до 30 юли 1895 г. е член касиер на Ловчанската окръжна постоянна комисия.
Избиран е за народен представител четири пъти. По-късно е заместник-кмет на Ловеч.
Инициатор е на създаването на храм в Ново село в памет на загиналите през Априлското въстание, 142 души от селото. Строежът на храма „Свети великомъченик Георги Победоносец“, започва през 1895 и завършва през 1904 г.
Женен е за Кичка Гичева Ковачева от Батошево. Негов син е Стефан Радионов, народен представител в XXV народно събрание. Негов внук от сина му Борис е музикантът Йосиф Радионов.
Умира на 16 март 1910 г.